# 道森街

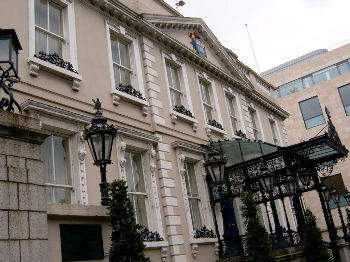
市长官邸

道森街（Dawson Street，爱尔兰语：Sráid Dhásain）是都柏林中心的主要街道之一，平行于格拉夫顿街，连接公爵街与南安妮街。它主要是一条购物街， 包括霍奇斯·菲吉斯书店。这条街从圣斯蒂芬绿地到都柏林三一学院略微向下倾斜。
这条街得名于约书亚道森，他规划了道森街以及附近的格拉夫顿街，安妮街和哈利街，并在1710年兴建市长官邸。
莫尔斯沃思街连接这条街到基尔代尔街。
圣亚纳堂位于街道东侧，市长官邸靠近街道南端。
爱尔兰著名教会建筑师威廉·黑格和托马斯·弗朗西斯·麦克纳马拉的事务所都设于道森街50号。